# Zaselje (Travnik, BiH)
Zaselje je naseljeno mjesto u općini Travnik, Federacija Bosne i Hercegovine, BiH.
Nalazi se sjeveroistočno od općinskog središta.

## Stanovništvo

### 1991.
Nacionalni sastav stanovništva 1991. godine, bio je sljedeći:
ukupno: 60
- Srbi - 60

### 2013.
Na popisu stanovništva 2013. godine bilo je bez stanovnika.